# Juan José Flores
Juan José Flores (Puerto Cabello, Veneçuela, 19 de juliol de 1800 – Illa Puná, Equador, 1 d'octubre de 1864), militar veneçolà i primer president de le República de l'Equador. Fou president tres vegades: de 1830 a 1834, de 1835 a 1839 i de 1843 a 1845.
Flores es va destacar com estrateg de l'exèrcit de Simón Bolívar, arribant a coronel abans dels trenta anys. Una vegada consolidada la independència de la Gran Colòmbia, va rebre de Bolívar el càrrec de governador del departament del Sud (l'actual Equador). Ambicions de grups d'interès locals van persuadir a Flores per conspirar contra Bolívar i provocar la secessió del departament del Sud, en el moment en què el projecte bolivarià també es veia atacat internament a Bogotà i a Caracas: gairebé al mateix temps, el general Páez a Veneçuela conspirava amb les mateixes intencions. Pocs mesos abans de la separació de Veneçuela, el departament del Sud es va declarar estat independent amb el nom de República de l'Equador, amb Juan José Flores com el seu primer mandatari. Aquest fet va ocórrer el 13 de maig de 1830. Cal recalcar que la presidència del nou estat semblava destinada al mariscal Antonio José de Sucre, que fou assassinat, però, a Berruecos durant aquest temps. Sempre s'ha sospitat que Flores va estar al darrere de la seva mort, però mai s'ha pogut comprovar.
Ja en el govern, Flores va descurar la consolidació de la nació, però va assegurar una mena de pacte de no-agressió entre grups terratinents de la serra i grups agroexportadors de la costa. El final del seu mandat de 15 anys, interromputs pel govern més liberal de Vicente Rocafuerte, es produí quan un grup de revolucionaris guayaquilenys van aconseguir la seva sortida i la de tot l'estat major estranger.
Més endavant, Flores, des de l'exili, va tramar una invasió de l'Equador per a la qual va obtenir suport i finançament de la reina Maria Cristina d'Espanya, amb la finalitat de col·locar en l'hipotètic tron equatorià al seu fill Agustín Muñoz i Borbó. L'intent fou repel·lit amb duresa i Flores va haver de retornar a l'exili. Durant un temps va residir a Costa Rica, on va tenir estreta amistat amb el president José María Castro Madriz.